# Södra Sandsjö landskommun
Södra Sandsjö landskommun var en tidigare kommun i Kronobergs län.

## Historik

### Beskrivning Svenska orter: atlas över Sverige med ortbeskrivning / Del I: ortbeskrivning 1932
Södra Sandsjö, Kommun i Kronobergs län, Konga härad, tillhörde Tingsryds landsfiskaldistrikt, Konga och Kinnevalds fögderi,  Östra Värends domsaga och Konga härads väghållningsdistrikt.
Kommunen sluttar mot söder, är rätt kuperad samt rik på sjöar. Största delen av arealen utgöres av skogsmark. Jorden består av morängrus och är i regel stenbunden. Vid Sandsjön ligger Högebo herrgård och söder därom vid Ronnebyån Örmo herrgård. Betydande industriella anläggningar finnas särskilt vid Ronneby ån, som bildar flera fall. Bland annat  märkas kemisk pappersmassefabrik Konga AB, sulfitspritfabrik, sågverk och kraftstation i Konga samhälle samt gjuteri, mekanisk. verkstad, kraftstation med mera i Fagerfors.

### Järnvägsstationer och samhällen, folkmängd i kommunen
Järnvägsstationer: Hensmåla och Konga på linjen Ronneby — Växjö. Konga och Hensmåla är mindre samhällen och till detta tillkommer samhället Klubben inom Dångebo by.
| Årtal | Antal innevånare | Källa                                                                                      |  |
| ----- | ---------------- | ------------------------------------------------------------------------------------------ |  |
| 1889  | 2864             | Nordisk familjebok / 1800-talsutgåvan. 15. Socker - Tengström                              |  |
| 1896  | 2718             | Rosengren Ny Smålandsbeskrivning Konga härad sidan 132                                     |  |
| 1917  | 2489             | Nordisk familjebok / Uggleupplagan. 28. Syrten-vikarna - Tidsbestämning                    |  |
| 1921  | 2 563            | Beskrivning Svenska orter : atlas över Sverige med ortbeskrivning / Del I : ortbeskrivning |  |
| 1931  | 2 510            | Beskrivning Svenska orter : atlas över Sverige med ortbeskrivning / Del I : ortbeskrivning |  |

### Byar
- Blötan, by i  Södra Sandsjö kommun; 7 jordbruksfastigheter och 4 andra fastigheter. Taxeringsvärde å jordbruksfastigheter 144 700 kr, därav 60 600 jordbruksvärde och 84 100 skogsvärde och för andra fastigheter 5 000 kronor. Blötan nr 2, 3/4 mantal, ägare staten; areal 261,2 hektar, därav 29,8 hektar åker, 185 hektar skog, taxeringsvärde för å jordbruksfastigheten 106 500 kronor därav 40 700 jordbruksvärde och 65 800 skogsvärde
- Bubbemåla, gårdar i Södra Sandsjö kommun, 4,3 km nordost om kyrkan; 2 jordbruksfastigheter. Taxeringsvärde för jordbruksfastigheter 21 100 kr, därav 11 700 jordbruksvärde och 9 400 kronor skogsvärde.
- Bungamåla, by i Södra Sandsjö kommun; 9 jordbruksfastigheter och 2 andra fastigheter. Taxeringsvärde för jordbruksfastigheter 118 400 kronor, därav 79 900 jordbruksvärde och 38 500 kronor skogsvärde, samt för andra fastigheter 5 200 kronor.
- Böket, by i  Södra Sandsjö kommun; 21 jordbruksfastigheter och 18 andra fastigheter. Taxeringsvärde för jordbruksfastigheterna 134 700 kr, därav 89 800 jordbruksvärde och 44 900 skogsvärde, för andra fastigheter 116 600. I Böket finns elektricitetsverk, mekanisk verkstad, gjuteri, såg och kvarn taxerade som annan fastighet till 65 000 kronor ägare AB Fagerfors gjuteri och mekanisk verkstad. Kraftverk och kvarn taxeringsvärde för annan fastighet 9 000 kronor, gjuteri och mekanisk verkstad 14 100 kronor.
- Dammarskulla,  by i Södra Sandsjö kommun, 6,5 km västnordväst om kyrkan; 6 jordbruksfastigheter. Taxeringsvärde för jordbruksfastigheter 17 900 kronor därav 14 600 jordbruksvärde och 3 300 skogsvärde.
- Dångebo, by och lägenheter i Södra Sandsjö kommun, post- och telefonstation. 19 jordbruksfastigheter och 54 andra fastigheter. Taxeringsvärde å jordbruksfastigheter 243 000 kronor, därav 115 500 jordbruksvärde och 127 500 skogsvärde, och andra fastigheter 130 700 kronor. På Dångebo nr 1—3 ligger samhället Klubben, Dångebo nr 2, 3, 113/32 mantal, ägare Kockums järnverks AB i Malmö; areal 455,2 hektar, därav 39,5 hektar åker, 390 hektar skog, taxeringsvärde å jordbruksfastighet 129 600 kr, därav 46 600 jordbruksvärde och 83 000 skogsvärde. Annan fastighet Garveri taxeringsvärde  6 000 kronor.
- Dångemåla, by i Södra Sandsjö kommun. 5 jordbruksfastigheter, 7 andra fastigheter. Taxeringsvärde å jordbruksfastigheter 60 200 kr, därav 39 200 jordbruksvärde och 21 000 skogsvärde samt för andra fastigheter, 32 300 kronor. Dångemåla nr 1, 1/4 mantal kyrkoherdeboställe.
- Genesmåla, by i  Södra Sandsjö kommun; 7 jordbruksfastigheter och 2 andra fastigheter. Taxeringsvärde för jordbruksfastigheter 180 500 kronor därav 80 700 jordbruksvärde och 99 800 skogsvärde samt för andra fastigheter 9 200. Genesmåla nr 1, 5/6 mantal tillhör Kockums järnverks AB,  areal 521,5 hektar, därav 66,5 hektar åker, 423 hektar skog, taxerat till 153 200 kronor för jordbruksfastigheten därav 63 500 jordbruksvärde och 89 700 skogsvärde.
- Getamåla, by i Södra Sandsjö kommun,7 km söder om kyrkan; 5 jordbruksfastigheter, och 1 annan fastighet. Taxeringsvärde för jordbruksfastigheter 52 900 kronor, därav 35 800 jordbruksvärde och 17 100 kronor i skogsvärde, samt för annan fastighet 800 kronor.
- Grönvik, by i  Södra Sandsjö kommun; 3 jordbruksfastigheter och 1 annan fastighet. Taxeringsvärde för jordbruksfastigheter 54 000 kronor därav 33 300 jordbruksvärde och 20 700 skogsvärde och för annan fastighet 600 kronor.
- Gubbsmåla, gårdar i Södra Sandsjö kommun; 2 jordbruksfastigheter. Taxeringsvärde å jordbruksfastigheter 17 200 kronor därav 10 900 jordbruksvärde och 6 300 skogsvärde.
- Hemmingsmåla, by i Södra Sandsjö kommun; 9 jordbruksfastigheter, och 4 andra fastigheter. Taxeringsvärde för jordbruksfastigheter 48 800 kronor, därav 34 300 jordbruksvärde och 14 500 skogsvärde och för andra fastigheter 5 400 kronor.
- Hensmåla, stationssamhälle och by i Södra Sandsjö kommun. 16 jordbruksfastigheter, 27 andra fastigheter. Taxeringsvärde för jordbruksfastigheter 144 600 kr, därav 82 300 jordbruksvärde och 62 300 skogsvärde, å andra fastigheter 74 100 kronor. Torvströfabrik taxerad som annan fastighet till 12 000 kronor. Samhället ligger på Hensmåla. nr 1 och nr 2;  har cirka 100 invånare 1 januari 1931. Station på järnvägslinjen Ronneby—Växjö, poststation.
- Holmahult, by i Södra Sandsjö kommun; 19 jordbruksfastigheter och 15 andra fastigheter. Taxeringsvärde för jordbruksfastigheter 80 600 kronor, därav 112 800 jordbruksvärde och 67 800 kronor skogsvärde, och för andra fastigheter 17 200 kronor.
- Idemåla, By i  Södra Sandsjö kommun; 14 jordbruksfastighet och 8 andra fastigheter. Taxeringsvärde å jordbruksfastigheter 63 000 kr, därav 47 100 jordbruksvärde och 15 900 skogsvärde, för andra fastigheter 8 200 kronor.
- Idemålatorp, gårdar i Södra Sandsjö kommun, 6,5 km väster om kyrkan; 2 jordbruksfastigheter. Taxeringsvärde å jordbruksfastigheter 16 800 kr, därav 12 900 jordbruksvärde och 3 900 skogsvärde.
- Kampingemåla, by i Södra Sandsjö kommun; 18 jordbruksfastigheter och 1 annan fastighet. Taxeringsvärde för jordbruksfastigheter 128 400 kr, därav 85 300 jordbruksvärde och 43 100 kronor skogsvärde, samt å annan fastighet 1 400 kronor.
- Knutsmåla, by i Södra Sandsjö kommun, 4,5 km nordost om kyrkan; 5 jordbruksfastigheter. Taxeringsvärde å jordbruksfastigheter 21 900 kr, därav 16 300 kronor jordbruksvärde och 5 600 kronor skogsvärde.
- Nygård,  by i Södra Sandsjö kommun; 8 jordbruksfastigheter och 1 annan fastighet. Taxeringsvärde å jordbruksfastigheter 43 500 kronor därav 30 000 kronor jordbruksvärde och 13 500 kronor skogsvärde, å annan fastighet 1 000 kronor.
- Nygårdstorp, by i Södra Sandsjö kommun, 5,5 km väster om kyrkan; 3 jordbruksfastigheter. Taxeringsvärde å jordbruksfastigheter 11 100 kr, därav 10 200 jordbruksvärde och 900 skogsvärde.
- Rössmåla, by i Södra Sandsjö kommun, 4,5 km västnordväst om kyrkan; 4 jordbruksfastigheter. Taxeringsvärde å jordbruksfastigheter 30 200 kronor, därav 20 800 jordbruksvärde och 9 400 skogsvärde.
- Lilla Siggamåla, by i Södra Sandsjö kommun; 4 jordbruksfastigheter och 2 andra fastigheter. Taxeringsvärde å jordbruksfastigheter 39 200 kronor, därav 27 300 jordbruksvärde och 11 900 skogsvärde och för andra fastigheter 2 300 kronor.
- Snedingsmåla, by i Södra Sandsjö kommun, 5 km nordväst om kyrkan; 4 jordbruksfastigheter. Taxeringsvärde för jordbruksfastigheter 45 000 kr, därav 35 800 jordbruksvärde och 9 200 skogsvärde.
- Strömmamåla, by i Södra Sandsjö kommun, 3 km ostsydost om Tattamåla station; 3 jordbruksfastigheter och  1 annan fastighet. Taxeringsvärde för jordbruksfastigheter 20 600 kronor därav 12 400 jordbruksvärde och 8 200 skogsvärde och för andra fastigheter 400 kronor.
- Strömmarna, by i Södra Sandsjö kommun; 7 jordbruksfastigheter, 3 andra fastigheter. Taxeringsvärde för jordbruksfastigheter 46 800 kr, därav 32 100 jordbruksvärde och 14 700 skogsvärde och för andra fastigheter 800 kronor.
- Svartsjörås, by i Södra Sandsjö kommun; 3 jordbruksfastigheter. Taxering å jordbruksfastigheter 31 400 kr, därav 18 500 jordbruksvärde och 12 900 kronor skogsvärde.
- Tattamåla (delvis belägen i Backaryds kommun, denna del ej med i denna beskrivning). By i Södra Sandsjö kommun; 13 jordbruksfastigheter och 2 andra fastigheter. Txv å jbrf 215 600 kr, därav 114 600 jordbruksvärde och 101 000 skogsvärde och för andra fastigheter 2 300 kronor.Tattamåla nr 1, 1 mantal ägare Kockums järnverks AB areal 416,3 hektar, därav 30,3 hektar åker, 357 hektar skog, taxeringsvärde för jordbruksfastigheten 127 200 kronor därav 51 500 jordbruksvärde och 75 700 skogsvärde.
- Veramåla, by i Södra Sandsjö kommun; 15 jordbruksfastigheter, 2 andra fastigheter. Taxeringsvärde å jordbruksfastigheter 120 000 kr, därav 80 300 kronor jordbruksvärde och 39 700 kronor skogsvärde för andra fastigheter 1100 kronor.

### Hemman
Dessa hemman har senare utvecklats till mindre byar
- Aritsbomåla, gård i  SödraSandsjö kommun, 3,5 km VSV om kyrkan. Taxeringsvärde å jordbruksfastigheten 26 000 kr, därav 10 200 jordbruksvärde och 15 800 skogsvärde.
- Gropanäs, stomhemman i  Södra Sandsjö kommun, 5 km VNV om kyrkan, omfattar Gropanäs. nr 1, 3/4 mantal; txv å jbrf 21 100 kr, därav 11 800 jordbruksvärde och 9 300 skogsvärde. Dessutom höra till Gropanäs 2 lägenheter taxeringsvärde å annan fastighet  4000 kr.
- Hallatorp, gård i  Södra Sandsjö kommun, 1 km väster om Tattamåla station (senare omdöpt till Fagerfors station) i Backaryd. Taxeringsvärde å jordbruksfastigheten 15 000 kronor därav 11 400 jordbruksvärde och 3 600 kronor skogsvärde
- Henstorp, gård och lägenheter i Södra Sandsjö kommun, 1,5 km ostsydost om Hensmåla station. Taxeringsvärde å jordbruksfastigheten 20 000 kr, därav 10 700 jordbruksvärde och 9 300 skogsvärde, å annan fastighet 2 400 kronor.
- Horkoneryd, gård i Södra Sandsjö kommun, 5 km SÖ om Tattamåla station. Omfattar Horkeneryd nr 1, 3/4 mtl och torp, äges av Kockums järnverks AB.; areal 732,5 har, därav 49 åker, 539,5 skog, txv å jbrf 148 900 kr, därav 58 300 jordbruksvärde och 90 600 skogsvärde; kvarn och såg taxerad som annan fastighet 6 000 kr.
- Högebo, Herrgård i Södra Sandsjö kommun. Omfattar Högebo nr 1, 1/2 mantal, Högebomåla nr 1, l/4 mantal, tillhör Kockums järnverks AB, Malmö; areal 783,7 hektar, därav 71 hektar åker, 607,9 hektar skog, taxeringsvärde å jordbruksfastighet 254 000 kronor, därav 82 600 jordbruksvärde och 171 400 skogsvärde. Dessutom 1 lägenhet taxeringsvärde som annan fastighet 1 200 kronor.
- Perstorp stamhemman i  Södra Sandsjö kommun, 2,5 km norr om Hensmåla station. Omfattar Perstorp nr 1, 5/8 mantal, taxeringsvärde å jordbruksfastighet 33 300 kronor, därav 19 300 kronor jordbruksvärde och 14 000 skogsvärde.
- Örmo Herrgård, jordlägenheter och lägenheter i Södra Sandsjö kommun; 2 jordbruksfastigheter och 29 andra fastigheter. Taxeringsvärde för jordbruksfastigheten 226 200 kronor därav 96 200 jordbruksvärde och 100 000 kronor skogsvärde och 30 000 tomtvärde och industrivärde. Taxeringsvärde för andra fastigheter 1885 200 kronor. På Örmo nr 1 ligger del av Konga samhälle. Herrgården omfattar Örmo nr 1, 1 mantal, ägare Kockums järnverks AB. Areal 523,5 hektar, därav 55,4 hektar åker, 440,5 hektar skog, taxeringsvärde å jordbruksfastighet 175 000 kr, därav 75 900 kronor i jordbruksvärde och 99 100 skogsvärde. Konga AB äger i Örmo kemisk pappersmassefabrik taxeringsvärde som annan fastighet 1 300 000 kronor sulfitspritfabrik 110 000 kronor, sågverk 80 000 kronor, bostäder 283 900 kronor samt jordlägenheter areal 40,5 hektar, därav 3,3 hektar åker, 10 hektar skog, taxeringsvärde jordbruksfastighet 51 200 kronor därav 20 300 jordbruksvärde och, 900 kronor skogsvärde och 30 000 kronor tomt- och industrivärde.

### Taxering, tillgångar och skulder
Taxeringsvärde för skattepliktig fastighet 1930 var för jordbruksfastigheter 3 007 000 kronor, varav 1 658 700 kronor jordbruksvärde och 1 318 300 skogsvärde och 30 000 kronor tomtvärde och industrivärde samt för andra fastigheter 3 095 900 kronor. Taxeringsvärde å skattefri fastighet 1930: för annan fastighet tillhörig kommuner med flera 344 500 kronor varav kyrka 100 000 kronor, 6 folkskolor 225 000 kronor och ålderdomshem 10 000 kronor. Till kommunal inkomstskatt taxerad inkomst 1930: svenska aktiebolag och solidariska bankbolag 7 570 kr, andra skattskyldiga 1 060 800 kronor. Antal skattekronor 1931: 8 597. Kommunalskatt 1931: 7,25 kr, varav borgerlig. kommun 3,75 kronor, kyrkan 0,90 kronor och skolan 2,60 kronor. Landstingsskatt 1931: 2,00 kr. Vägskatt 1931: 0,20 kr. per fyrk. Tillgångar 31 december 1928: borgerlig kommun 58 725 kronor, varav fastigheter 26 485 kronor, kyrklig kommun 269 437 kronor, varav fastigheter 244 100 kronor. Skulder 31 december 1928 : borgerlig kommun 16 965 kronor, kyrklig kommun 100 558 kronor.

### Jordbruk och djurhållning
Socknen areal 1931 var 12 225 hektar, varav 11 030 hektar land och alltså 1 195 hektar vatten. Ägoslag 1927: skogsmark 7 932 hektar, åker 1 369  hektar, övrig mark 1 287 hektar, betesäng 320 hektar, slåtteräng 107 hektar, trädgård 15 hektar.
Brukningsdelar enligt 1927 års jordbruksräkning var 277. Åkerjordens fördelning 1927: vall 462 hektar , havre 434 hektar, råg 182 hektar,  potatis 100 hektar, foderrotfrukter 55 hektar, vete 37 hektar, korn 24 hektar, grönfoder 21 hektar, blandsäd 9 hektar, baljväxter 2 hektar, andra växtslag 1 och träda 42 hektar. Husdjur 1927 : nötkreatur 1481, svin 634, får 454, hästar 188, getter 2, fjäderfän 3 708 och bisamhällen 52.

### Skolväsende
Efter folkskolans genomförande indelades kommunen 1845 i 4 distrikt med 2 och en halv månads undervisning i varje distrikt. 1846 hade kommunen en lärare, 1876 två och 1895 tre. I slutet av 1800-talet hade kommunen tre folkskolor, som ambulerade på två stationer vardera och dessutom tre småskolor som ambulerade på tre olika platser. 1894 byggdes nytt skolhus i Örmo (Konga). Lärare inom hela kommunen har Salomon Ahlgren varit 1846-1872, Jonas Axel Cederblad från 1873. Lärare i västra skoldistriktet med skolrotarna Örmo, Hensmåla och Kampingemåla har Frans August Knutsson 1879-1882 och Johan Berglund från 1882. Till västra skoldistriktet hörde från 1895 bara Hensmåla och Kampingemåla. Inom sydöstra distriktet som från 1895 omfattar Örmo och Bökets rotar har Karl Gustaf Velander varit lärare från 1885.

## Administrativ historik
När 1862 års kommunalförordningar trädde i kraft den 1 januari 1863 inrättades i Sverige cirka 2 400 landskommuner samt 89 städer och ett mindre antal köpingar. Då inrättades i Sandsjö socken i Konga härad i Småland denna kommun med namnet Sandsjö. År 1885 namnändras många kommuner i särskiljande syfte och Sandsjö blir då Södra Sandsjö samtidigt som Sandsjö i Västra härad får namnet Norra Sandsjö.
Den första av 1900-talets riksomfattande kommunreformer i Sverige år 1952 påverkade inte Södra Sandsjö, som kvarstod som egen kommun fram till nästa indelningsreform 1971, då området inordnades i Tingsryds kommun.
Kommunkoden 1952–70 var 0713.

### Kyrklig tillhörighet
I kyrkligt hänseende tillhörde kommunen Södra Sandsjö församling.

## Geografi
Södra Sandsjö landskommun omfattade den 1 januari 1952 en areal av 122,25 km², varav 110,30 km² land. Socknen ligger över högsta kustlinjen. Jordarten utgörs mest av sandig morän som är normal- till rikblockig. Jordmånen utgörs av podsol.
Terrängen inom kommunen är inte kuperad men inom kommunen finns ändå stora höjdskillnader. Högst är Penebacken i Kampingemåla i soocknens nordvästra del nära gränen till Tingsås. Den är 192 meter hög. Socknens medelhöjd är 150 meter. Nordöstra delen är en platå som sakta lutar åt alla sidor. Det viktigaste vattendraget är Ronneybyån som inlöper i Södra Sandsjö från Linneryd via Bastsjön som delvis till Södra Sandsjö. Strax efter Bastsjön infaller ån i Sandsjön. Två mindre sjöar Älften och Rössjön, som nu är utdikad, tillhörde Ronnebyåns vattenområde. Från Sandsjön rinner Ronnebyån ut i en fors vid Dångskvarn. Stora Hensjön  vars vattenyta är 125 m över havet och Lilla Hensjön är två andra sjöar som delvis omges av lövskog.

### Tätorter i kommunen 1960
| Tätort  | Folkmängd |
| ------- | --------- |
| Konga   | 349       |
| Dångebo | 276       |

Tätortsgraden i kommunen var den 1 november 1960 35,3 procent.

## Politik

### Mandatfördelning i valen 1938–1966
| 5 | 10 | 10 |

| 24 |

| 4 | 10 | 11 |

| 23 |

| 6 | 8 | 11 |

| 23 |

| 3 | 10 | 3 | 9 |

| 22 |

| 2 | 10 | 4 | 7 | 2 |

| 22 |

| 8 | 3 | 8 |  | 5 |

| 22 |

| 11 | 2 | 7 |  | 4 |

| 22 |

| 6 | 10 | 5 | 2 | 2 |

| 21 | 4 |